# Мамбл-рэп
Мамбл-рэп (от англ. mumble rap — дословно «бормочущий рэп, мямля-рэп») — поджанр трэп-музыки, сложившийся в середине 2010-х в США. Он характеризуется упором на выразительность звучания, в отличие от традиционного хип-хопа, в основе которого лежит лирика и рифмы.

## Происхождение термина
Название этого поджанра было придумано рэпером Wiz Khalifa. Он использовал термин «мамбл-рэп» в интервью на утреннем радиошоу Ebro in the Morning на радио Hot 97’, выразив свое отношение к современным хип-хоп-исполнителям вроде Lil Yachty и Lil Uzi Vert. Другой рэпер, Pete Rock, продолжил популяризацию термина, публично критикуя рэпера Lil Yachty за неумение читать фристайлы и неуважение к основам хип-хопа. После этого критикам и слушателям стало понятно, что мамбл-рэп является выражением конфликта между разными поколениями рэперов.

## Стиль

### Музыка
В то время как традиционный хип-хоп всегда основывался на броских, злободневных текстах, наполненных аллюзиями к поп-культуре, исполнители мамбл-рэпа уделяют намного меньше внимания смыслу текстов, фокусируя своё внимание на звучании.
Такие артисты, как Future и Desiigner, обладают необычной манерой исполнения: они произносят некоторые слова слитно и не проговаривают отдельные слоги, в результате чего слушатель может не понимать тексты песен. Поклонники Future, высоко оценивая музыку артиста, признавались в том, что им часто бывает непонятен смысл его композиций. Большинство слушателей Desiigner испытывали затруднения при восприятии текста «Panda», за исключением строчки «I got broads in Atlanta». В итоге, музыкант опубликовал видеоролик на сайте Genius с расшифровкой текста песни. При этом «Panda», в качестве сингла, добралась до первого места в чарте Billboard. Куплеты и припевы рэпера Young Thug в треке «Lifestyle» группы Rich Gang звучат очень неразборчиво, придавая при этом индивидуальности его исполнению.
Музыкальные продюсеры, такие как Southside, TM88 («XO Tour Llif3»), Pi’erre Bourne («Magnolia»), становятся важными фигурами в мамбл-рэпе[значимость факта?].

### Тексты песен
Типичными темами текстов мамбл-рэпа являются наркотики, ювелирные украшения, дизайнерская одежда и совершение половых актов. Кроме того, мамбл-рэперы часто используют эдлибы (от англ. ad-lib): выкрики вроде «эй», «е», «у». Обычно они используются в качестве слов-заполнителей между тактами или в конце предложений. Из-за своей легкомысленности мамбл-рэп часто подвергался критике.
Текст песни «Gucci Gang» рэпера Lil Pump представляет собой по большей части постоянное повторение слов «Gucci Gang». Юмористическая песня «Broccoli» рэперов Lil Yachty и D.R.A.M. имеет общий оптимистический посыл, она ритмична и ненавязчива, но текстовая составляющая при этом выглядит упрощённой и непродуманной.

## Мамбл-рок
Мамбл-рок (англ. mumble rock) — один из производных жанров поп-панка и хип-хопа, образованный в конце 2010-х годов на территории России и Украины.
Первое официальное упоминание о жанре датируется апрелем 2019 года. Тогда был размещен первый критический видеообзор на сайте Муз-ТВ. Первопроходцами мамбл-рока в СМИ считаются группы: «Пошлая Молли», «Френдзона», «МУККА», «Завтра брошу», и «Favlav».
Среди отличительных характеристик жанра можно выделить склонность к неправильному и плохо разборчивому произношению слов (бормотанию) с применением фоновой музыки, характерной для панк-рока и электроники, демонстрируя заметное влияние со стороны коллектива «Mindless Self Indulgence». Также мамбл-рокеры, как правило, снимают малобюджетные клипы на свои песни, а в текстах преобладает тематика проблем и вульгарного поведения 20-летней молодежи.

## Представители
Исполнители, относимые к мамбл-рэпу:
- Lil Xan
- Chief Keef
- Future
- Desiigner
- Travis Scott
- Young Thug
- Playboi Carti
- Migos
- Rich Homie Quan
- 21 Savage
- Fetty Wap
- Lil Uzi Vert
- Lil Pump
- Lil Yachty
- D.R.A.M.[англ.]
- Trippie Redd
- 6ix9ine
- Rich the Kid
- Kodak Black